# Pallacanestro maschile ai III Giochi panamericani
Il Campionato maschile di pallacanestro ai III Giochi panamericani si è svolto dal 28 agosto al 6 settembre 1959 a Chicago, negli Stati Uniti d'America, durante i III Giochi panamericani. La vittoria finale è andata alla nazionale statunitense.

## Squadre partecipanti
- Brasile
- Canada
- Cuba
- El Salvador
- Messico
- Porto Rico
- Stati Uniti

## Girone unico
| Squadra     | G | V | P | PF  | PS  | DP   |
| ----------- | - | - | - | --- | --- | ---- |
| Stati Uniti | 6 | 6 | 0 | 591 | 356 | +235 |
| Porto Rico  | 6 | 4 | 2 | 484 | 405 | +79  |
| Brasile     | 6 | 4 | 2 | 443 | 388 | +55  |
| Messico     | 6 | 4 | 2 | 383 | 409 | +26  |
| Canada      | 6 | 2 | 4 | 398 | 414 | -16  |
| Cuba        | 6 | 1 | 5 | 343 | 532 | -189 |
| El Salvador | 6 | 0 | 6 | 338 | 476 | -138 |

## Risultati
| Chicago 28 agosto 1959, ore 17:30 | Porto Rico | 103 – 58 | Cuba |  |

| Chicago 28 agosto 1959, ore 19:30                       | Stati Uniti | 93 – 73      | Canada |  |
| \| \| \| \| \| Robertson 21 \| Punti \| 27 Ingaldson \| |             |              |        |  |
|                                                         |             |              |        |  |
| Robertson 21                                            | Punti       | 27 Ingaldson |        |  |

| Chicago 28 agosto 1959, ore 21:30 | Messico | 66 – 51 | El Salvador |  |

| Chicago 29 agosto 1959 | Brasile | 87 – 48 | Cuba |  |

| Chicago 29 agosto 1959 | Stati Uniti | 89 – 57 | Porto Rico |  |

| Chicago 30 agosto 1959, ore 19:30 | Messico | 50 – 49 | Brasile |  |

| Chicago 30 agosto 1959 | Canada | 68 – 49 | El Salvador |  |

| Chicago 31 agosto 1959, ore 19:30 | Porto Rico | 76 – 55 | El Salvador |  |

| Chicago 31 agosto 1959                  | Stati Uniti | 114 – 46 | Cuba |  |
| \| \| \| \| \| Swartz 19 \| Punti \| \| |             |          |      |  |
|                                         |             |          |      |  |
| Swartz 19                               | Punti       |          |      |  |

| Chicago 1º settembre 1959 | Messico | 79 – 51 | Cuba |  |

| Chicago 1º settembre 1959 | Brasile | 60 – 53 | Canada |  |

| Chicago 2 settembre 1959 | Porto Rico | 83 – 66 | Canada |  |

| Chicago 2 settembre 1959                   | Stati Uniti | 101 – 42 | El Salvador |  |
| \| \| \| \| \| Haldorson 14 \| Punti \| \| |             |          |             |  |
|                                            |             |          |             |  |
| Haldorson 14                               | Punti       |          |             |  |

| Chicago 3 settembre 1959, ore 19:30 | Brasile | 89 – 66 | El Salvador |  |

| Chicago 3 settembre 1959, ore 21:00 | Porto Rico | 87 – 63 | Messico |  |

| Chicago 4 settembre 1959, ore 19:30    | Stati Uniti | 101 – 57 | Messico |  |
| \| \| \| \| \| Adams 15 \| Punti \| \| |             |          |         |  |
|                                        |             |          |         |  |
| Adams 15                               | Punti       |          |         |  |

| Chicago 4 settembre 1959, ore 21:00 | Canada | 74 – 61 | Cuba |  |

| Chicago 5 settembre 1959 | Brasile | 79 – 78 | Porto Rico |  |

| Chicago 5 settembre 1959 | Cuba | 76 – 75 | El Salvador |  |

| Chicago 6 settembre 1959, ore 19:00 | Messico | 68 – 64 | Canada |  |

| Chicago 6 settembre 1959, ore 21:00        | Stati Uniti | 93 – 79 (51-35) | Brasile |  |
| \| \| \| \| \| Robertson 29 \| Punti \| \| |             |                 |         |  |
|                                            |             |                 |         |  |
| Robertson 29                               | Punti       |                 |         |  |

## Classifica finale
| Pos. | Squadra     | Formazione |
| ---- | ----------- | --- |
|      | Stati Uniti | Stati Uniti3 Adams, 4 Bon Salle, 5 West, 6 Boushka, 7 Byrd, 8 Evans, 9 Goldstein, 10 Haldorson, 11 Jeangerard, 12 Robertson, 13 Swartz, 14 Smith, 15 Thompson, 16 Boozer, All. Fred Schaus |
|      | Porto Rico  | Porto RicoBáez, Casillas, Cestero, Cruz, Dijols, Droz, Frontera, Jiménez, Navedo, Rodríguez, Siragusa, Vicéns, All. Lou Rossini                                                            |
|      | Brasile     | BrasileCarlos Barone, Mosquito, Rosa Branca, Edson Bispo, Fernando Brobró, Jatyr, Pecente, Waldemar, Boccardo, Wilson, Wlamir, Algodão, All. Kanela                                        |
| 4.   | Messico     | MessicoAlmanza, Bluth, Chavira, Grajeda, A. Herrera, C. Herrera, Márquez, Méndez, Obregón, Quintanar, Torres, Zea, All. Antonio Chávez                                                     |
| 5.   | Canada      | CanadaIngaldson, Laschuk, Lilja, McKibbon, McCrae, Olafsson, Pettinger, Pickell, Reynolds, Tait, Triano, All. Lance Hudson                                                                 |
| 6.   | Cuba        | CubaAguilera, Alfonso, R. Andino, Benedico, Camejo, de las Pozas, de los Reyes, Ferrer, García, Latour, Mosley, All. Mario Quintero                                                        |
| 7.   | El Salvador | El SalvadorCañas, Chávez, Escalante, García, Guzmán, Ibarra, Lemus, Matheu, Pereira, Pineda, Rivas, Rosales, Rusconi, Selva, All. Adolfo Rubio                                             |